# 구 동아부인상회 목포지점
구 동아부인상회 목포지점은 대한민국 전라남도 목포시에 있는 일제강점기의 건축물이다. 2018년 8월 6일 대한민국의 국가등록문화재 제718-11호로 지정되었다.

## 개요
일제강점기 당시 조선인 부인들이 필요한 가정용품과 생활용품 판매를 목적으로 1920년 서울 종로에서 설립된 후 목포, 광주, 대구, 평양, 함흥 등지에도 개업하였던 ‘동아부인상회’로 사용되었던 건물이다. 1937년 11월 17일 동아일보에 동아부인상회가 목포의 대백화점이라는 기사가 실릴 정도로 목포 동아부인상회는 근대기 목포의 대표적 번화가이자 상업중심거리였던 번화로 일대에서 구 화신백화점과 함께 당시의 대표적 상가건물로 당시의 생활상을 알 수 있는 장소적 가치가 있는 공간이다. 현재 건물 보수 후 가치 재생을 통해 활용하는 좋은 사례가 되는 건물이기도 하다.

## 같이 보기
- 목포 근대역사문화공간

## 참고 자료
- 구 동아부인상회 목포지점 - 국가유산청 국가유산포털